# Shawn Gore
Pour les articles homonymes, voir Gore.
Shawn Vere Gore (né le 12 avril 1987 à Toronto) est un joueur canadien de football canadien et de football américain. Il joue actuellement avec les Lions de la Colombie-Britannique.
Après ses années universitaires, Gore s'inscrit au repêchage de la Ligue canadienne de football et est choisi au second tour, au trentième choix par les Lions de la Colombie-Britannique. Bien qu'il trouve une équipe, il signe avec les Packers de Green Bay, évoluant en National Football League le lendemain de sa sélection. Il ne joue avec Green Bay que le temps de la pré-saison et est libéré le 28 août 2010 par la franchise juste avant le début de la saison.
Le 5 septembre 2010, Gore revient aux Lions en signant un nouveau contrat. Il joue avec les Lions de 2010 à 2016, gagnant au total 3 911 verges (yards en Europe) par la passe et marquant 23 touchés.